# Keegan-Michael Key
Keegan-Michael Key (Southfield, 22 marzo 1971) è un attore, doppiatore e comico statunitense, membro del duo comico Key & Peele insieme a Jordan Peele.

## Filmografia

### Attore

#### Cinema
- Get the Hell Out of Hamtown, regia di Yasmine Jaffri (1997)
- Garage: A Rock Saga, regia di Mikey Brown (2000)
- Uncle Nino, regia di Robert Shallcross (2003)
- Mr. 3000, regia di Charles Stone III (2004)
- Alleyball, regia di Dan Consiglio (2006)
- Role Models, regia di David Wain (2008)
- Parto col folle (Due Date), regia di Todd Phillips (2010)
- Mia moglie per finta (Just Go with It), regia di Dennis Dugan (2011)
- Bucky Larson: Born to Be a Star, regia di Tom Brady (2011)
- Nudi e felici (Wanderlust), regia di David Wain (2012)
- Hell Baby, regia di Thomas Lennon e Robert Ben Garant (2013)
- Afternoon Delight, regia di Jill Soloway (2013)
- Teacher of the Year, regia di Jason Strouse (2014)
- Bastardi in divisa (Let's Be Cops), regia di Luke Greenfield (2014)
- Come ammazzare il capo 2 (Horrible Bosses 2), regia di Sean Anders (2014)
- Pitch Perfect 2, regia di Elizabeth Banks (2015)
- Welcome to Happiness, regia di Oliver Thompson (2015)
- Tomorrowland - Il mondo di domani (Tomorrowland), regia di Brad Bird (2015)
- Come ti rovino le vacanze (Vacation), regia di John Francis Daley e Jonathan M. Goldstein (2015)
- Scherzi della natura (Freaks of Nature), regia di Robbie Pickering (2015)
- Don't Think Twice, regia di Mike Birbiglia (2016)
- Proprio lui? (Why Him?), regia di John Hamburg (2016)
- Tutto o niente (Win It All), regia di Joe Swanberg (2017)
- The Predator, regia di Shane Black (2018)
- Non si scherza col fuoco (Playing with Fire), regia di Andy Fickman (2019)
- Raccontami di un giorno perfetto (All the Bright Places), regia di Brett Haley (2020)
- The Prom, regia di Ryan Murphy (2020)
- Jingle Jangle - Un'avventura natalizia (Jingle Jangle: A Christmas Journey), regia di David E. Talbert (2020)
- Nella bolla (The Bubble), regia di Judd Apatow (2022)
- Wonka, regia di Paul King (2023)
- Dear Santa, regia di Bobby Farrelly (2024)

#### Televisione
- E.R. - Medici in prima linea (ER) – serie TV, episodio 8x09 (2001)
- Provaci ancora Gary (Gary Unmarried) – serie TV, 17 episodi (2009-2010)
- Childrens Hospital – serie TV, episodi 2x08-5x01-6x01 (2010-2015)
- A Series of Unfortunate People – serie TV, episodio 1x02 (2011)
- Love Bites – serie TV, episodi 1x02-1x08 (2011)
- Wilfred – serie TV, episodio 1x13 (2011)
- The League – serie TV, episodio 3x07 (2011)
- Key & Peele – serie TV, 54 episodi (2012-2015)
- Whose Line is it Anyway? – programma TV, 11 puntate (2013-2021)
- How I Met Your Mother – serie TV, episodio 8x24 (2013)
- Super Fun Night – serie TV, episodio 1x01 (2013)
- The Middle – serie TV, episodio 5x13 (2014)
- Parks and Recreation – serie TV, 4 episodi (2014-2015)
- Playing House – serie TV, 21 episodi (2014-2015, 2017)
- Fargo – serie TV, 4 episodi (2014)
- C'è sempre il sole a Philadelphia (It's Always Sunny in Philadelphia) - sitcom, episodio 10x8 (2015)
- W/ Bob & David – serie TV, episodio 1x03 (2015)
- Modern Family – serie TV, episodio 7x10 (2016)
- Angie Tribeca – serie TV, episodio 1x06 (2016)
- I Muppet (The Muppets) – serie TV, episodio 1x11 (2016)
- House of Lies – serie TV, episodio 5x06 (2016)
- Compagni di università (Friends from College) – serie TV, 16 episodi (2017)
- Schmigadoon! – serie TV, 12 episodi (2021-2023)
- Il Pentavirato (The Pentaverate) – serie TV, 3 episodi (2022)
- Reboot – serie TV (2022-in corso)
- Elsbeth – serie TV, episodio 1x7 (2024)
- Only Murders in the Building – serie TV (2025)

### Doppiatore
- Bob's Burgers – serie animata, 7 episodi (2014, 2016-2017)
- The LEGO Movie, regia di Phil Lord e Christopher Miller (2014)
- Robot Chicken – serie animata, episodi 7x13-8x15 (2014, 2016)
- BoJack Horseman – serie animata, 4 episodi (2014-2015)
- Rick and Morty – serie animata, episodi 2x01-4x05 (2015, 2019)
- Hotel Transylvania 2, regia di Dženndi Tartakovskij (2015)
- SuperMansion – serie animata, 38 episodi (2015-2018)
- Angry Birds - Il film (The Angry Birds Movie), regia di Clay Kaytis e Fergal Reilly (2016)
- Cicogne in missione (Storks), regia di Nicholas Stoller e Doug Sweetland (2016)
- American Dad! – serie animata, episodi 11x17-14x05 (2016, 2019)
- I Simpson (The Simpsons) – serie animata, episodio 28x12 (2017)
- Gli eroi del Natale (The Star), regia di Timothy Reckart (2017)
- Hotel Transylvania 3 - Una vacanza mostruosa (Hotel Transylvania 3: Summer Vacation), regia di Dženndi Tartakovskij (2018)
- Toy Story 4, regia di Josh Cooley (2019)
- Il re leone (The Lion King), regia di Jon Favreau (2019)
- Dark Crystal - La resistenza – serie TV, 9 episodi (2019)
- Prosciutto e uova verdi (Green Eggs and Ham) – serie animata (2019-2022)
- Hotel Transylvania - Uno scambio mostruoso (Hotel Transylvania: Transformania), regia di Derek Drymon e Jennifer Kluska (2022)
- Pinocchio, regia di Robert Zemeckis (2022)
- Wendell & Wild, regia di Henry Selick (2022)
- Super Mario Bros. - Il film, regia di Aaron Horvath e Michael Jelenic (2023) – Toad
- IF - Gli amici immaginari (IF), regia di John Krasinski (2024)
- Transformers One, regia di Josh Cooley (2024) – Bumblebee

## Teatro
- Amleto di William Shakespeare, regia di Sam Gold. Public Theater di New York (2017)
- Meteor Shower di Steve Martin, regia di Jerry Zaks. Booth Theatre di Broadway (2017)

## Doppiatori italiani
Nelle versioni in italiano delle opere in cui ha recitato, Keegan-Michael Key è stato doppiato da:
- Andrea Lavagnino in Pitch Perfect 2, Come ti rovino le vacanze, The Disaster Artist, The Predator, Reboot, Wonka
- Alessandro Quarta in Provaci ancora Gary, Tomorrowland - Il mondo di domani, Non si scherza col fuoco, Schmigadoon!
- Alessio Cigliano in Jingle Jangle - Un'avventura natalizia, The Prom
- Massimo Bitossi in Mia moglie per finta, Come ammazzare il capo 2
- Alessandro Budroni in Bastardi in divisa, Proprio lui?
- Angelo Maggi in Freaks of Nature
- Nanni Baldini in The Middle
- Alessandro Zurla in How I Met Your Mother
- Paolo Maria Scalondro in Fargo
- Simone Mori in Raccontami di un giorno perfetto
- Simone D'Andrea in Nella bolla
- Riccardo Rossi in Il Pentavirato

Da doppiatore è sostituito da:
- Luigi Ferraro in Hotel Transylvania 2, Hotel Transylvania 3 - Una vacanza mostruosa, Hotel Transylvania - Uno scambio mostruoso
- Nanni Baldini in Wendell & Wild, Super Mario Bros. - Il film, Prendi il volo
- Andrea Lavagnino in Bob's Burgers, Transformers One
- David Chevalier in Gli eroi del Natale
- Paolo Marchese in Cicogne in missione
- Roberto Stocchi in Angry Birds - Il film
- Fabrizio Vidale in Toy Story 4
- Alessandro Budroni ne Il re leone
- Riccardo Scarafoni in Dark Crystal - La resistenza
- Alessandro Quarta in Prosciutto e uova verdi
- Franco Mannella in Pinocchio